# Monumento a la Tercera Internacional
El Monumento a la Tercera Internacional, o Torre de Tatlin, fue un proyecto arquitectónico del escultor ruso Vladímir Tatlin, que fue presentado a comienzos de los años veinte para ser construido en Petrogrado como monumento y sede de la Tercera Internacional. Anunciaba el “glorioso futuro del comunismo”, pero debido al encareciemiento de los materiales a consecuencia de la guerra civil rusa nunca llegó a ser edificada.

## Historia

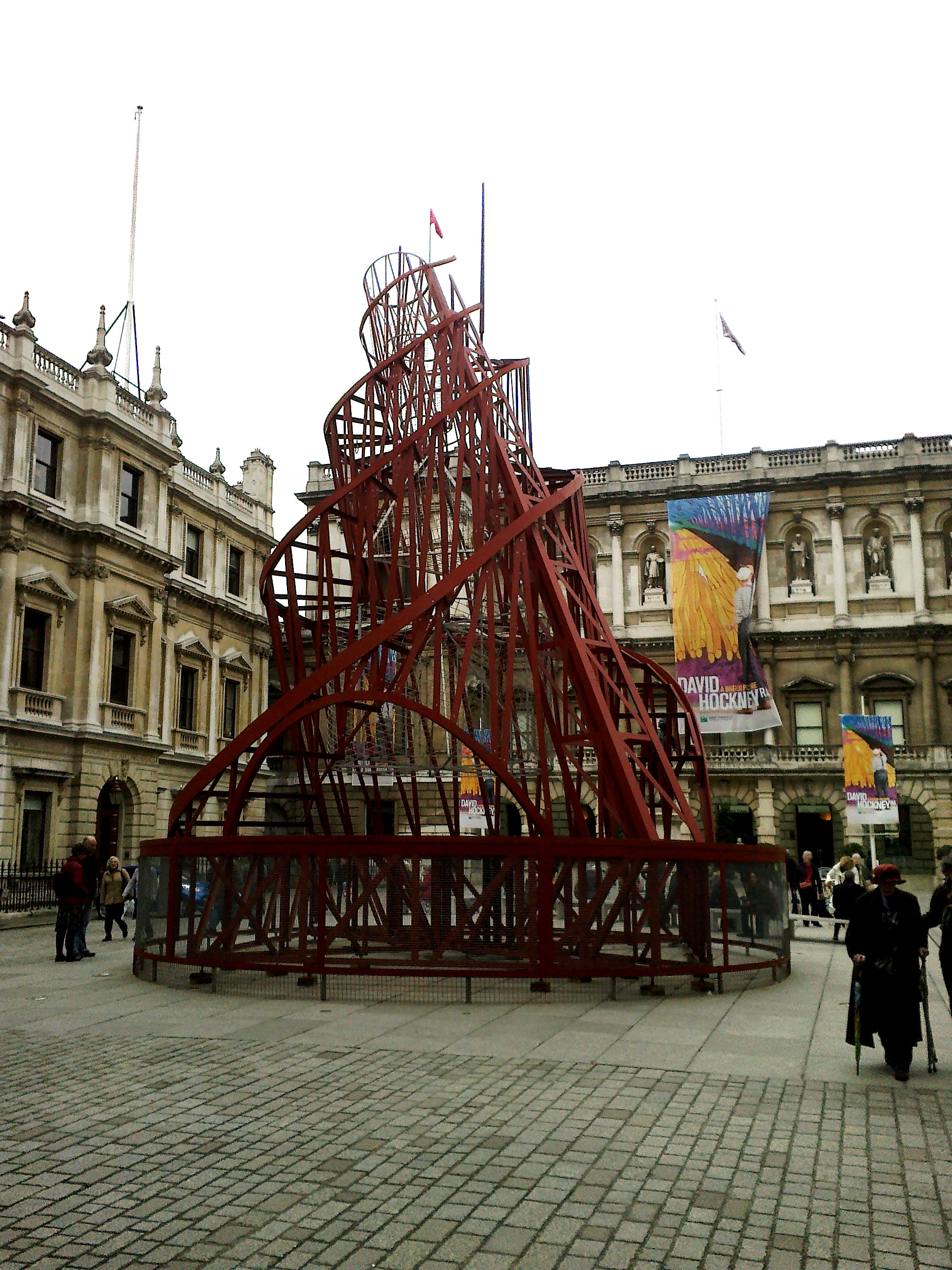
Maqueta en la Royal Academy, Londres (2012).

El Komintern encargó a Vladímir Tatlin que proyectara un monumento que lo representara a la Tercera Internacional. La presentación de la maqueta del monumento tuvo lugar en Petrogrado en 1920, coincidiendo con el aniversario de la revolución rusa.
El monumento nunca llegó a construirse, pues la guerra civil disparó la carestía de los materiales impidiendo que la Torre de Tatlin pasara de la fase inicial de proyecto.

## Características
Se trataba de una torre de estilo constructivista de unos 400 metros de alto, superando en altura a la Torre Eiffel de París. Consistiría en una estructura espiral de hierro y acero, volcada hacia un lado en el ángulo del eje terrestre, conteniendo en su interior cuatro estructuras de vidrio con diferentes formas: un cubo, una pirámide, un cilindro y media esfera. Todos estos elementos rotarían a distintas velocidades. El cubo completaría su giro en un año, la pirámide en un mes, el cilindro en un día y la semiesfera en media hora. Según T. M. Shapiro, que ayudó a Tatlin en la construcción del modelo de la torre, sus dos enormes curvaturas inferiores habían sido ideadas para colocarse a horcajadas sobre el río Nevá.
En su interior se situaría la sede de la Internacional Comunista, así como una oficina de telégrafos y varios restaurantes. Dispondría de una serie de pantallas gigantes por las que se mostrarían las últimas noticias mundiales. Emblema de la “utopía socialista”, el monumento se imaginaba como un faro que alumbra el nuevo mundo.

## Legado
A finales de los años 90, el arquitecto japonés Takehiko Nagakura realizó una detallada animación virtual de este proyecto. Filmó el lugar donde debía ir la torre desde diferentes puntos de la ciudad y luego recreó la imagen de la estructura usando gráficos generados por ordenador.
La arquitectura constructivista, y el Monumento a la Tercera Internacional en particular, sirvieron de inspiración para el rediseño del CKA Ice Hockey Arena and Park de San Petersburgo, propuesto por el estudio de arquitectura Coop Himmelb(l)au.
Se han construido varias maquetas de la torre, una de las más conocidas se exhibe en el Museo de Arte Moderno de Estocolmo (Suecia).